# St. Joe (Indiana)
St. Joe es un pueblo ubicado en el condado de DeKalb, Indiana, Estados Unidos. Tiene una población estimada, a mediados de 2021, de 416 habitantes.

## Geografía
La localidad está ubicada en las coordenadas 41°18′53″N 84°54′4″O / 41.31472, -84.90111 (41.314664, -84.901115). Según la Oficina del Censo de los Estados Unidos, St. Joe tiene una superficie total de 0.87 km², correspondientes en su totalidad a tierra firme.

## Demografía
Según el censo de 2020, en ese momento había 418 personas residiendo en St. Joe. La densidad de población era de 480.46 hab./km². El 92.82% de los habitantes eran blancos, el 3.11% eran de otras razas y el 4.07% eran de una mezcla de razas. Del total de la población, el 4.78% eran hispanos o latinos de cualquier raza.